# Тихонов, Георгий Иванович
Георгий Иванович Ти́хонов (1934—2009) — российский государственный деятель. Лидер движения «Союз», депутат Государственной думы.

## Биография
Родился 18 марта 1934 года в селе Дмитровский Погост (другое название — Коробово) Коробовского района Московской области. Окончил Московский институт инженеров железнодорожного транспорта (1956) и Академию народного хозяйства (1980). Кандидат экономических наук. По другим данным окончил Московский энергетический институт по специальности «инженер-энергетик».
- В 1956—1963 годах — инженер — электрик, главный энергетик Серпуховского мотозавода.
- В 1963—1981 годах — директор Душанбинской ТЭЦ в Таджикистане, заместитель начальника Главного управления энергетики и электрификации Совета министров Таджикской ССР.
- В 1981—1984 годах — заместитель министра энергетики и электрификации СССР.
- В 1984—1986 годах — начальник Всесоюзного объединения «Союзгидроэнергострой».
- В 1986—1991 годах — заместитель министра энергетики СССР, заместитель председателя Топливно-энергетической комиссии Совета Министров СССР.
- В 1991 году — председатель Организационного Комитета по преобразованию государственного газового концерна в ОАО «Газпром».
- В 1992—1995 годах — начальник управления топливно-энергетического комплекса Министерства РФ по сотрудничеству с государствами — участниками СНГ.

Трижды избирался депутатом Верховного Совета Таджикской ССР. Народный депутат СССР (1989—1991). Депутат Государственной думы 2-го и 3-го созывов (1995—2003), где возглавлял Комитет по делам СНГ и связям с соотечественниками (1996—2000). Выдвинут от блока «Власть-народу» по Московской области. Член депутатских групп «Народовластие» и «Регионы России». С 1996 года — председатель Комиссии по экономике Парламентского Собрания Союзного государства Беларуси-России. С 1998 года — председатель Политсовета Общероссийского общественно-политического движения «Союз».
Погиб 27 марта 2009 года при пожаре в своём загородном доме в Подмосковье.

Могила Тихонова на Троекуровском кладбище Москвы.

Похоронен на Троекуровском кладбище города Москвы (участок 14)

## Семья
Жена — Тихонова Ирина Джабаровна (дочь Джабара Расулова, первого секретаря ЦК Компартии Таджикской ССР), дети: дочь Ирина, сын Тимур.

## Награды
- орден Ленина
- два ордена Трудового Красного Знамени
- заслуженный строитель Таджикской ССР
- заслуженный энергетик РФ
- Медаль «За освобождение Крыма и Севастополя» (2014, посмертно)[3]